# Allium levichevii
Allium levichevii — вид квіткових рослин з підродини цибулевих (Allioideae). Ендемік Узбекистану.